# 向井芳樹
向井 芳樹（むかい よしき、1933年 - 2010年5月6日）は、日本近世文学演劇（特に近松門左衛門）研究家。同志社大学名誉教授。

## 人物
1955年神戸大学文学部国文専攻卒業、1959年東京都立大学大学院人文科学研究科修士課程修了、1962年同博士課程退学。
1955年神戸大学文学部助手、1957年同退職。その後地方公務員となり1962年西宮市立西宮高等学校教諭、退職後1963年帝塚山学院短期大学専任講師、1964年同助教授。1968年帝塚山学院大学助教授、1971年同教授。1977年4月同志社大学教授、2003年同定年退職、名誉教授。このほか、武漢大学外籍教授、中国戯曲学院外籍教授などを務める。武漢大学、中国戯曲学院に滞在した関係で、伝統演劇を中心とした日中演劇交流にも勉める。

## 著書
- 単著

『近松の方法』（桜楓社　1977年）
- 共著

『昭和の隈取』全二巻(幻想社　1980年)
- 共編著

『紀海音全集』全八巻(清文堂　1977年～1980年)